# 1522
Відродження •  Реформація •  Доба великих географічних відкриттів •  Ганза •  Імперія інків

## Геополітична ситуація
Османську державу очолює Сулейман I Пишний (до 1566). Римським королем є Карл V Габсбург (до 1555). У Франції королює Франциск I (до 1547).
Середню частину Апеннінського півострова займає Папська область. Неаполітанське королівство на півдні захопила Іспанія. Могутніми державними утвореннями півночі є Венеційська республіка, Флорентійська республіка, Генуезька республіка та герцогство Міланське.
Іспанським королівством править Карл I (до 1555). В Португалії королює Жуан III Благочестивий (до 1557).
Генріх VIII є королем Англії (до 1547), королем Данії та Норвегії та Швеції Кристіан II (до 1523). Королем Угорщини та Богемії є Людвік II Ягеллончик (до 1526). У Польщі королює Сигізмунд I Старий (до 1548), він же залишається князем Великого князівства Литовського.
Галичина входить до складу Польщі. Волинь належить Великому князівству Литовському. Московське князівство очолює Василій III (до 1533).
На заході євразійських степів існують Казанське ханство, Кримське ханство, Астраханське ханство, Ногайська орда. Єгипет захопили турки. Шахом Ірану є сефевід Ісмаїл I.
У Китаї править династія Мін. Значними державами Індостану є Делійський султанат, Бахмані, Віджаянагара. В Японії триває період Муроматі.
Іспанці захопили Мексику. В Імперії інків править Уайна Капак (до 1525).

## Події
- Митрополитом Київським, Галицьким і Всієї Руси став Іосиф Русин.
- Московсько-литовська війна 1512—1522 років завершилася підписанням миру на 5 років. Литва визнала втрату Смоленська.
- Війська турецького султана Сулеймана Пишного взяли штурмом Родос. Лицарі ордену Іоанітів чинили запеклий опір, але зрештою капітулювали. Їм було дозволено покинути острів, і згодом вони перебралися на Мальту, після чого орден став називатися Мальтійським.
- 9 січня, після смерті Лева X, новим папою під іменем Адріан VI обрано кардинала Адріана Флоренса.
- Мартін Лютер опублікував переклад Нового Завіту німецькою мовою.
- У Німеччині спалахнула Лицарська війна. Лицарі на чолі з Францом фон Зіккінгеном здійснили невдалий похід на Трір.
- У Брюсселі укладено договір, що підтвердив вормські рішення попереднього року щодо передачі імператором Карлом V спадкових володінь Габсбургів під управління свого брата Фердинанда.
- Продовжується Шоста італійська війна. Французькі війська зазнали поразки від іспанців поблизу Бікокка й не змогли відбити Мілан. Іспанці захопили також Геную. До військових дій приєдналася Англія, висадивши свої війська в Кале.
- 6 вересня, через 18 місяців після початку експедиції португальця Фердинанда Магеллана, метою котрої було обігнути земну кулю, лише одне з п'яти суден «Вікторія» з 18 із 265 членів екіпажу повернулось до Іспанії. Сам Магеллан загинув на Філіппінах у сутичці з місцевими жителями і першу навколосвітню експедицію завершив Хуан Себастьян Елькано. В результаті цього плавання було остаточно доведено, що Земля має форму кулі.
- Пірат Хайр ад-Дін Барбаросса захопив міста Аннабу та Константіну на узбережжі Алжиру.
- Бабур захопив Кандагар.

## Народились
Докладніше: Народилися 1522 року

## Померли
Докладніше: Померли 1522 року